# Підкоритова
Підкори́това (рос. Подкорытова) — присілок у складі Далматовського району Курганської області, Росія. Входить до складу Смирновської сільської ради.
Населення — 7 осіб (2010, 30 у 2002).
Національний склад станом на 2002 рік: росіяни — 90 %.